# Dragon Quest Monsters: Joker 3
Dragon Quest Monsters: Joker 3 ( ドラゴンクエストモンスターズジョーカー3 Doragon Kuesuto Monsutāzu JOKA Suri) Es un videojuego perteneciente al género de rol, disponible para la consola Nintendo 3DS, desarrollado por las compañías Square Enix y Tose y publicado por Square Enix. Es la secuela de Dragon Quest Monsters: Joker 2, y es el sexto juego de la serie Dragón Quest Monsters. Fue lanzado en Japón el 24 de marzo de 2016.

## Jugabilidad
El juego se muestra en la pantalla superior de la Nintendo 3DS en una perspectiva en tercera persona, para el personaje principal y el mundo que lo rodea, llamada "rotura Mundial", mientras que la pantalla inferior muestra un mapa de la zona, con el objetivo actual marcado con un círculo rojo. El protagonista lleva un dispositivo conocido como reactor, que se puede utilizar para descubrir los objetos o caminos ocultos. Algunas vías de acceso requieren que el jugador deba estar montado en un monstruo para poderlas atravesar. Los jugadores se pueden montar en más de 500 tipos de monstruos distintos que pueblan el mundo del juego. Los monstruos pueden moverse, ya sea por tierra, mar o por el cielo, lo que significa que se requieren diferentes tipos de monstruos para recorrer los distintos caminos y recorridos. Los jugadores también se pueden equipar con accesorios que eleven el nivel de los monstruos. Elevar el Nivel de un monstruo puede darle nuevas habilidades, como la capacidad de dar más saltos en una sola dirección, y por tanto, acceder a las áreas que previamente estaban fuera de su alcance. El Dispositivo reactor también se puede utilizar para escanear a los monstruos y así descubrir información sobre ellos. Si el jugador ataca a un monstruo mientras lo conduce, el monstruo comienza la batalla aturdido o fuera de combate. Existe Un minijuego competitivo llamado "Great Riders Cup" que utiliza el sistema de montar a los monstruos del juego principal y permite competir, hasta cuatro jugadores ya sea contra la IA del juego o entre ellos mismos, o contra otros jugadores a través del Wifi. el protagonista del juego se puede personalizar visualmente con diferentes colores para el cabello, bufanda, botas, pantalones y guantes. Los Monstruos también pueden ser personalizados o coloreados mediante la búsqueda y el rescate de un monstruo llamado "Color Fondue" que puede realizar la "fusión de color" en la que un jugador controla la apariencia de los monstruos.

## Argumento
El protagonista del juego sufre de amnesia y debe buscar a través del mundo para recordar su pasado. Una chica misteriosa, y una mujer de edad, y una tribu de monstruos serán los que le ayuden en su búsqueda, mientras que una figura llamada el Maestro Oscuro, que se llama a sí mismo un "cazador humano", persigue al protagonista con sus poderosos monstruos ya que este ha despertado sus latentes poderes oscuros.

## Desarrollo
En julio de 2015, el creador de la serie Yuji Hori entró en discusiones sobre el tercer título de la serie Dragon Quest Monsters, que incluye un nuevo logotipo diseñado por el creador de Dragon Ball Akira Toriyama. Un tráiler del juego fue mostrado en la Jump Festa de 2016, junto con los títulos del nuevo estilo de arte y una gran variedad de monstruos. Algunos demos del juego fueron liberados para las consolas Nintendo 3DS japonesas a principios de marzo de 2016. Aquellos que completaban la demo se les dio un código libre para obtener una copia completa del juego. un fondo de pantalla especial diseñado por Toriyama se publicó en un sitio web de juegos para conmemorar el lanzamiento del videojuego.

## Recepción
En Japón la primera semana de ventas superó las 368.000 unidades, por lo que se convirtió en juego más vendido en Japón. La revista Famitsu dio al juego una calificación de 35/40.